# ンジョンベ
ンジョンベ（Njombe）はタンザニアの町である。ンジョンベ州の州都である。

## 概要
ンジョンベという呼称は、ベナ語で大きな木を意味する「Mdzombe」に由来する。

## 住民
- ベナ族（英語版）

## 交通

### 道路
- B4 マカンバコ（Makambako） - ンジョンベ - ソンゲア（Songea）